# Condado de Shelby (Ohio)
O Condado de Shelby é um dos 88 condados do Estado americano de Ohio. A sede do condado é Sidney, e sua maior cidade é Sidney. O condado possui uma área de 1 065 km² (dos quais 5 km² estão cobertos por água), uma população de 47 910 habitantes, e uma densidade populacional de 45 hab/km² (segundo o censo nacional de 2000). O condado foi fundado em 1819.